# Familia Brontë
Familia Brontë a fost una din familiile din Anglia,a secolului al XIX-lea, care a avut un rol important în domeniul literaturii.
- Patrick Brontë (1777 - 1861)
- Maria Branwell (1783 - 1821)

părinți și copii lor:
- Maria Brontë (1814 - 1825)
- Elisabeth Brontë (1815 - 1825)
- Charlotte Brontë (1816 - 1855)
- Branwell Brontë (1817 - 1848)
- Emily Brontë (1818 - 1848)
- Anne Brontë (1818 - 1849)